# Богусский, Леон Вильгельмович
Леон Вильгельмович Богу́сский (Богуский) — архитектор-строитель (в звании техника), руководитель строительной конторы товарищества «Фасси и Богусский». Автор множества многоэтажных доходных домов, выполненных в стилях эклектики, модерна и неоклассицизм. По мнению некоторых авторов, эти дома во многом определяют облик ряда улиц Санкт-Петербурга. Большая часть домов, построенных Л. В. Богусским, находится на Васильевском острове и на Петроградской стороне.

### Проекты в Санкт-Петербурге
| Дата постройки | Адрес                                                                                                  | Описание | Изображение                            | Статус                                               |
| -------------- | --- | --- | -------------------------------------- | ---------------------------------------------------- |
| 1897           | 16-я линия Васильевского острова, д. № 93                                                              | Жилой дом (надстройка) |                                        |                                                      |
| 1898           | Днепропетровская улица, д. № 3                                                                         | Доходный дом | Днепропетровская ул., 3                |                                                      |
| 1898—1899      | Пионерская улица, 51а                                                                                  | Жилой дом художников | Пионерская ул., 51а                    |                                                      |
| 1898—1900      | Косая линия, д. № 5                                                                                    | Доходный дом. После реконструкции внешний вид дома существенно изменился |                                        |                                                      |
| 1899           | 16-я линии Васильевского острова, д. № 39 / Средний проспект, д. № 64                                  | Жилые дома. В здание включены дома, построенные И. А. Аристарховым в 1885 году. В этом доме в детстве жил писатель Михаил Зощенко |                                        |                                                      |
| 1899           | Малый проспект Васильевского острова, д. № 45, левая часть / 15-я линия Васильевского острова, д. № 68 | Доходный дом А. Петрова. В 1920-1930 годах в этом доме жил востоковед В. В. Струве | Доходный дом А. Петрова                |                                                      |
| 1899           | Полозова улица, д. № 12                                                                                | Доходный дом | Полозова, 12                           |                                                      |
| 1900           | Неманский переулок, д. № 8 / 16-я линия Васильевского острова, д. № 43                                 | Доходный дом (расширение) |                                        |                                                      |
| 1900           | Суворовский проспект, д. № 9 / 4-я Советская улица, д. № 18                                            | Доходный дом (надстройка). В этом доме родился выдающийся хореограф Джордж Баланчин | Суворовский пр., 9, 4-я Советская, 43  |                                                      |
| 1900—1901      | Кондратьевский проспект, д. № 16 / Улица Ватутина, д. № 11                                             | Доходный дом | Кондратьевский пр. 16, ул. Ватутина 11 |                                                      |
| 1900, 1908     | Старо-Петергофский проспект, д. № 26-28                                                                | Доходный дом. В 1999—2001 годах дом реконструирован | Старо-Петергофский пр., 26             |                                                      |
| 1901           | 12-я линия Васильевского острова, д. № 11                                                              | Доходный дом. В 1926 году в этом доме жили математики Н. Е. Кочин и П. Я. Кочина. | 12-я линия, 11                         |                                                      |
| 1901           | Басков переулок, д. № 28 / Улица Радищева, д. № 26-28 / Виленский переулок, д. № 11                    | Доходный дом М. В. Захарова | Доходный дом М. В. Захарова            | памятник архитектуры (вновь выявленный объект) [ 4 ] |
| 1901           | Лахтинская улица, д. № 18                                                                              | Доходный дом | Лахтинская, 18                         |                                                      |
| 1901           | Малый проспект Васильевского острова, д. № 53                                                          | Доходный дом | Малый пр. ВО, 53                       |                                                      |
| 1901           | Средний проспект, д. № 75 / 18-я линия Васильевского острова, д. № 35                                  | Доходный дом (перестройка) |                                        |                                                      |
| 1902           | 4-я линия Васильевского острова, д. № 35-37                                                            | Дом купца А. И. Бобкова (частичная перестройка, объединение двух домов). Дом связан с событиями «Кровавого воскресенья». От находившегося здесь Василеостровского отделения «Собрания русских фабрично-заводских рабочих Санкт-Петербурга» 9 января 1905 года собравшиеся направились к центру города. Возле Академии художеств их разогнали казаки и полиция. После этого у дома № 35 начался митинг, воздвигли баррикаду. В бою были убитые и раненые. | 4 линия В.О., дом 35                   | памятник архитектуры (вновь выявленный объект) [ 4 ] |
| 1902           | Улица Розенштейна, д. № 18                                                                             | Доходный дом (перестройка) |                                        | Снесен в 2007 году                                   |
| 1903           | 4-я линия, д. № 57 / Малый проспект Васильевского острова, д. № 11                                     | Доходный дом Ф. З. Баженова (перестройка, включен существовавший дом) | 4 линия В.О., дом 57                   |                                                      |
| 1903           | 14-я линия Васильевского острова, д. № 37                                                              | Доходный дом |                                        |                                                      |
| 1903           | Большая Разночинная улица, д. № 6 / Малая Разночинная улица, д. № 7                                    | Доходный дом А. А. Ястрежембского | Б. Разночинная, 6                      |                                                      |
| 1903           | Лахтинская улица, д. № 19                                                                              | Доходный дом. В этом доме в 1923—1949 годах жил языковед Д. В. Бубрих. | Лахтинская, 19                         |                                                      |
| 1903           | Улица Ленина, д. № 53                                                                                  | Доходный дом | Ленина, 53                             |                                                      |
| 1903           | Улица Подковырова, д. № 10                                                                             | Доходный дом (надстройка) | Подковырова, 10                        |                                                      |
| 1903           | Среднегаванский проспект, д. № 4 / Канареечная улица, д. № 6                                           | Доходный дом | Вид со Среднегаванского пр.            |                                                      |
| 1903           | Средний проспект, д. № 67 / 17-я линия Васильевского острова, д. № 32, правая часть                    | Доходный дом (перестройка) | Средний пр. В.О., 67                   |                                                      |
| 1903           | Тучков переулок, д. № 18                                                                               | Доходный дом (флигель) | Тучков пер., 18                        | памятник архитектуры (вновь выявленный объект) [ 4 ] |
| 1904           | Переулок Джамбула, д. № 9                                                                              | Доходный дом | Джамбула, 9                            |                                                      |
| 1904           | Зверинская улица, д. № 34                                                                              | Доходный дом Л. В. Богусского | Зверинская, 34                         |                                                      |
| 1904           | Съезжинская улица, д. № 33                                                                             | Доходный дом К. И. Фасси и Л. А. Богусского | Съезжинская, 33                        |                                                      |
| 1905—1906      | Проспект Бакунина, д. № 7 / Херсонская улица, д. № 1                                                   | Доходный дом М. П. Шадрина | Доходный дом М. П. Шадрина             |                                                      |
| 1906           | 6-я линия Васильевского острова, д. № 41                                                               | Под этим номером объединены два шестиэтажных доходных дома, возведенные для К. И. Фасси и Л. А. Богусского. Совместно с М. И. Серовым. В этом доме жили ученый-геолог П. А. Земятченский и поэт Е. И. Вигилянский. | Дом К. И. Фасси и Л. А. Богусского     | памятник архитектуры (вновь выявленный объект) [ 4 ] |
| 1906           | Кондратьевский проспект, д. № 1                                                                        | Доходный дом А. И. Пшонкина | Кондратьевский пр., 1                  |                                                      |
| 1906           | Шамшева улица, д. № 11                                                                                 | Доходный дом | Шамшева ул., 11                        |                                                      |
| 1906—1907      | Кондратьевский проспект, д. № 26                                                                       | Доходный дом Ф. Ф. Николаи | Кондратьевский пр., 26                 |                                                      |
| 1908           | Гаванская улица, д. № 14                                                                               | Доходный дом К. Н. Карташева | Доходный дом К. Н. Карташева           |                                                      |
| 1909           | Астраханская улица, д. № 25 / Саратовская улица, д. № 26                                               | Доходный дом (перестройка) | Астраханская 25 / Саратовская 26       |                                                      |
| 1909           | Рузовская улица, д. № 29                                                                               | Доходный дом (перестройка) | Рузовская ул., 29                      |                                                      |
| 1910—1911      | Большая Разночинная улица, д. № 9                                                                      | Доходный дом. Совместно с М. И. Серовым | Б. Разночинная, 9                      |                                                      |
| 1910—1911      | Переулок Нестерова, д. № 9                                                                             | Доходный дом И. Н. Бороздкина | Пер. Нестерова, 9                      | памятник архитектуры (региональный)                  |
| 1910—1911      | Улица Чехова, д. № 7                                                                                   | Доходный дом Томиловых (надстройка, включен существовавший дом). В этом доме с 1854 по 1856 год жил М. И. Глинка (имеется мемориальная доска) | ул. Чехова, 7                          |                                                      |
| 1911           | Большая Пушкарская улица, д. № 34 / Гатчинская улица, д. № 1                                           | Доходный дом. Реконструирован в 1912 году техниками И. А. Артемьевым и А. И. Гавриловым. | Большая Пушкарская, 34                 | памятник архитектуры (вновь выявленный объект) [ 4 ] |
| 1911           | Большой Сампсониевский проспект, д. № 4 / Саратовская улица, д. № 1                                    | Доходный шестиэтажный дом |                                        | Снесен в 1995 году                                   |
| 1911           | Лесной проспект, д. № 5 / улица Комиссара Смирнова, д. № 6                                             | Доходный дом | Лесной пр., 5                          |                                                      |
| 1911—1912      | 15-я линия Васильевского острова, д. № 44                                                              | Доходный дом | Лесной пр., 5                          |                                                      |
| 1912           | Кондратьевский проспект, д. № 32, левая часть                                                          | Доходный дом В. Ф. Хмелева | Кондратьевский пр., 32                 |                                                      |
| 1912           | Пироговская набережная, д. № 13, правая часть                                                          | Контора завода Г. А. Лесснера (надстройка) | Кондратьевский пр., 32                 |                                                      |
| 1912           | Проспект Римского-Корсакова, д. № 57                                                                   | Доходный дом (перестройка) | Римского-Корсакова, 57                 |                                                      |
| 1912—1913      | Большой Сампсониевский проспект, д. № 21 / Выборгская улица, д. № 1                                    | Доходный дом М. С. Плотникова | Доходный дом М. С. Плотникова          |                                                      |
| 1912—1913      | Боровая улица, д. № 18 / Волоколамский переулок, д. № 1                                                | Доходный дом А. В. Елисеева и Г. М. Федорова |                                        |                                                      |
| 1912—1913      | Коломенская улица, д. № 13                                                                             | Доходный дом Н. И. Дыренкова | Коломенская ул., 13                    | памятник архитектуры (вновь выявленный объект) [ 4 ] |
| 1913           | Большая Разночинная улица, д. № 17                                                                     | Доходный дом Н. И. Львова и Н. П. Вольнова | Б. Разночинная, 17                     |                                                      |
| 1913           | Карташихина улица, д. № 6                                                                              | Доходный дом | Карташихина ул., 6                     |                                                      |
| 1913           | Улица Ленина, д. № 31, правая часть                                                                    | Доходный дом | Ленина, 31                             |                                                      |
| 1913—1914      | 10-я Советская улица, д. № 14                                                                          | Доходный дом | 10-я Советская ул., 14                 |                                                      |
| 1914           | Левашовский проспект, д. № 24                                                                          | Доходный дом. После реконструкции 2005 года внешний вид дома существенно изменился. | Левашовский пр., 24                    |                                                      |